# Truttige Tuyl

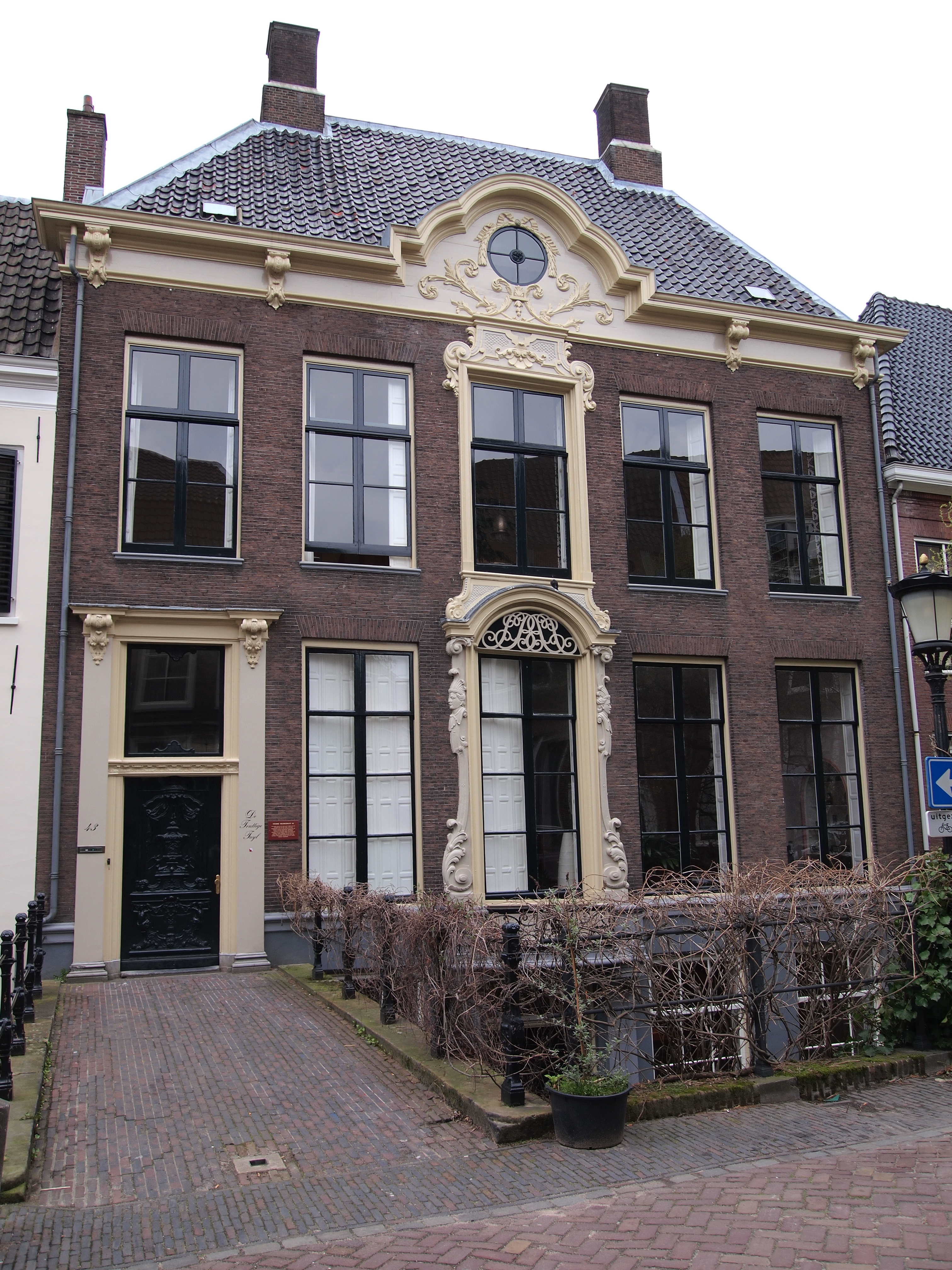
De Truttige Tuyl

De Truttige Tuyl is een monumentaal woonhuis aan de Kromme Nieuwegracht 43 in Utrecht (Nederland).
Het oudste deel van het huis is een restant van een 15de-eeuws kanunnikenhuis van het kapittel van Sint Pieter. De huidige voorgevel aan de grachtzijde bevond zich toen aan de achterkant. Kort na 1728 liet het echtpaar Schlosser-Beeldsnijder het huis verbouwen en uitbreiden tot de huidige vorm en liet het monogram SBBS boven het middelste raam aanbrengen. Later diende het pand als burgemeesterswoning.
In de jaren 70 van de twintigste eeuw kwam het pand leeg te staan en raakte in verval. Vervolgens werd het pand gekraakt door een groep die streed voor het behoud van het pand. In samenwerking met de gemeente werd het pand gerestaureerd en werd de woongroep gelegaliseerd. De krakers gaven het pand de naam Truttige Tuyl naar burgemeester Hans van Tuyll van Serooskerken.

## Externe links

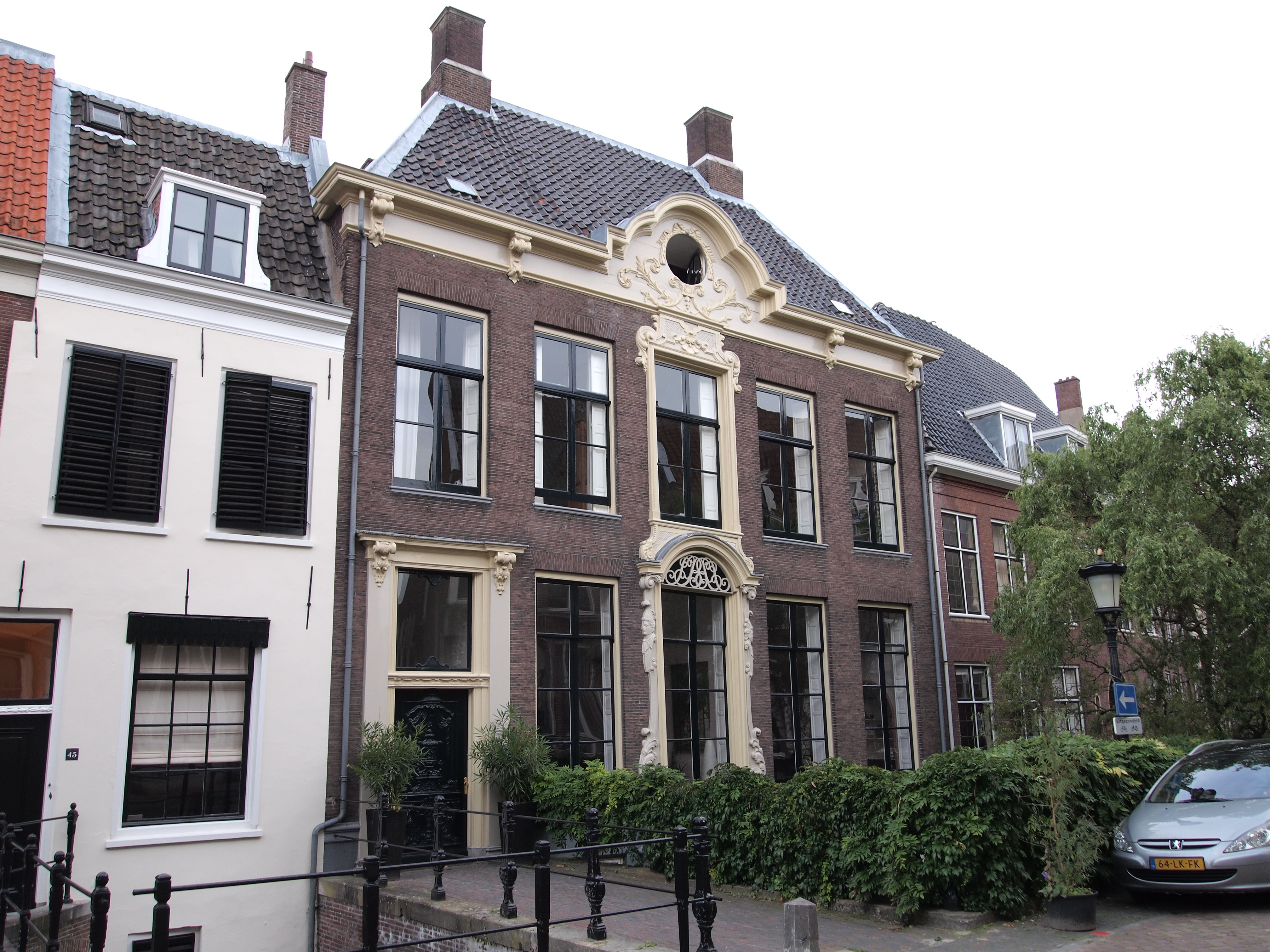